# Principio y fin
Principio y fin è un film del 1993 diretto da Arturo Ripstein.

## Riconoscimenti
- Festival Internazionale del Cinema di San Sebastián
  - Concha de Oro
- Premio Ariel
  - Miglior film
  - Migliore attrice a Lucía Muñoz
  - Migliore attore a Bruno Bichir[1]